# Frederick Stibbert

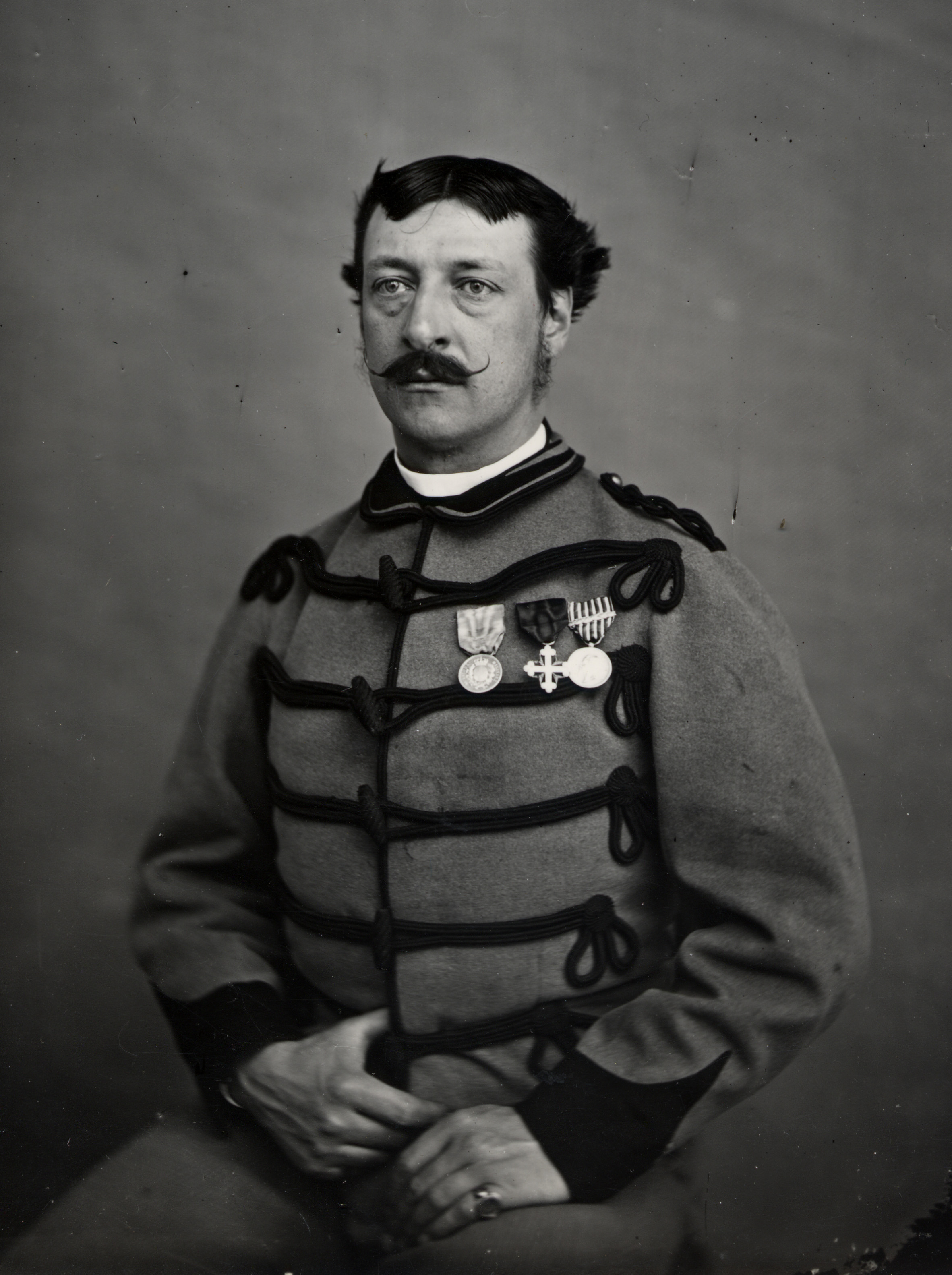
Frederick Stibbert

Frederick Stibbert (* 1838 in Florenz; † 1906 ebenda) war ein englisch-italienischer Unternehmer, Sammler und Mäzen. Er begründete das Museum Stibbert.

## Leben
Die Vorfahren seines Vaters Thomas Stibbert stammten aus Norfolk. Thomas Stibbert hatte gegen Napoleon in Spanien gekämpft. Er lebte dann in Rom und heiratete auf Malta Giulia Cafaggi aus Florenz. Sein Großvater, Gilles Stibbert, war General und Oberbefehlshaber der Truppen der Britischen Ostindien-Kompanie gewesen und hatte ein enormes Vermögen erworben. Da der Vater bereits früh verstarb, erbte Frederick 1859 direkt vom Großvater.
Seine Ausbildung erhielt er in an der Harrow School und später an der Universität Cambridge. Dann lebte er vor allem im Haus in Montughi in Florenz, das seine Mutter nach dem Tod des Vaters erworben hatte. Hier an der Via di Montughi ließ er dann von 1870 bis 1890 nach und nach für seine stetig wachsenden Sammlungen Gebäude im neugotischen, klassizistischen und neomaurischen Stil errichten. Immer wenn eine Teilsammlung abgeschlossen war, ließ er weitere Säle dazubauen.
Sein Interesse galt vor allem Kostümen, Hieb-, Stich- und Schusswaffen, Rüstungen und kostbaren Stoffen. Seine Sammlung erhielt im Verlauf seiner Sammlertätigkeit eine einmalige Fülle und enthält viele einmalige Stücke, wie etwa die Erste Hand aus Florenz. Einmalig sind auch die türkischen Rüstungen und die Waffen und Rüstungen der Samurai.

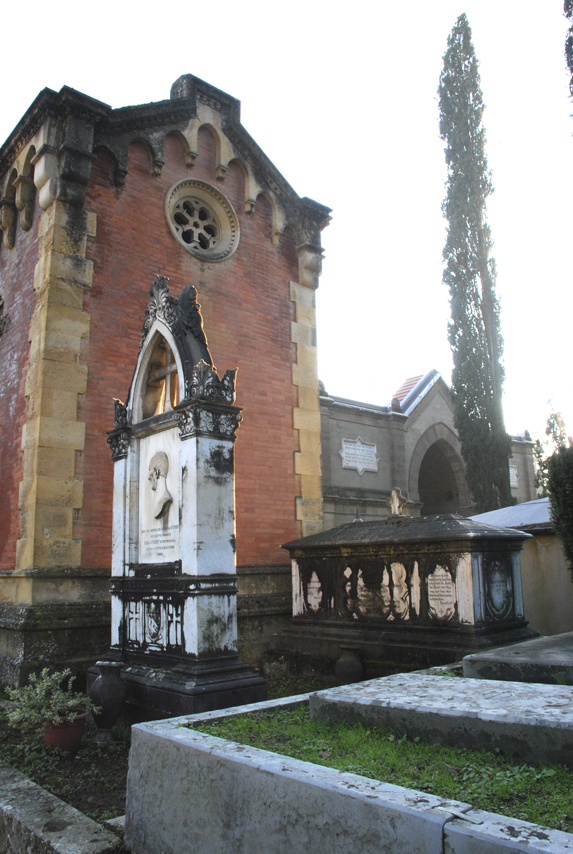
Familiengrab Frederick Stibbert auf dem Cimitero Evangelico agli Allori in Florenz

In seinem Testament hinterließ er die Sammlung und Gebäude der Stadt Florenz. 1909 wurde es als Museum der Öffentlichkeit zugänglich gemacht.